# Momo Challenge
Die Momo Challenge (deutsch: Momo-Herausforderung) ist eine hinsichtlich ihres Ursprungs und ihrer Existenz umstrittene Form des Cyber-Mobbings, die sich seit 2018 über soziale Medien, Mobiltelefone und Videos verbreitet. Im englischen Sprachraum wird sie als Hoax beschrieben. Sie sei ein Beispiel für die gesellschaftliche Dynamik moralischer Panik.

## Hintergrund
Insbesondere Smartphonenutzer sollen dabei über WhatsApp in wellenweise verschickten Droh-Kettenbriefen aufgefordert worden sein, einen Benutzer namens „Momo“ zu kontaktieren, um von diesem vermeintlich angsteinflößende Nachrichten und Medien zu erhalten. Sie sollen im Weiteren angewiesen worden sein, eine Reihe namensgebender gefährlicher Aufgaben auszuführen. Seit 2019 soll die Momo Challenge auch vereinzelt in Videos auf YouTube aufgetaucht sein, vor allem in solchen, die sich an Kinder und Jugendliche richten, so etwa in Videos zu den Computerspielen Minecraft und Fortnite. Die ersten WhatsApp-Telefonnummern, von denen Momo Nachrichten verbreitet haben soll, hatten Vorwahlen aus Japan, Mexiko und Spanien. Diese sind inzwischen weitgehend gesperrt oder nicht mehr erreichbar.
Im Laufe der Berichterstattung verdichteten sich allerdings die Hinweise, dass die Momo Challenge so selbst nie stattfand. Sowohl die British Broadcasting Corporation als auch der Guardian berichteten, das Phänomen sei ein Hoax. Der deutschen Jugendschutz-Initiative Schau hin! zufolge sei es eine „simple Kettenbrief-Masche“. Demnach sind die Berichte über die in den sozialen Medien verbreiteten Bedrohungen unzutreffend. Davon zu unterscheiden ist das – offenbar reale – Internetphänomen der sich stark verbreitenden Berichterstattung über die vermeintliche Momo Challenge und die damit verbundenen Nachahmungsversuche.

## Bilder von Momo
Bei den Bildern der zunächst übernatürlich anmutenden Person Momo handelt es sich um Fotos einer echten puppenähnlichen Statue, die in der Vanilla Gallery in Tokio (Japan) ausgestellt wurde. Sie ähnelt einem Mädchen mit strähnigen schwarzen Haaren und breitem, verzerrtem Mund sowie herausquellenden großen schwarzen Augen. Laut ihres Skulpteurs Keisuke Aiso basiert die „Mother Bird“ genannte Statue auf dem Yōkai Ubume. Sie wurde im Herbst 2018 entsorgt, weshalb der Fluch gebrochen sei und Kinder keine Angst mehr haben müssen. Der Künstler distanzierte sich zudem ausdrücklich vom Missbrauch seines Werks.

## Berichte über Fälle von Suizid
In Argentinien, Frankreich und Belgien soll je ein Fall eines Selbstmordes von Jugendlichen bekannt geworden sein, der auf dieses Phänomen zurückgeführt wird. Das Faktencheckportal Snopes.com sprach diesbezüglichen Berichten jedoch die Glaubwürdigkeit ab, stattdessen handele es sich „um Gerüchte ohne Substanz“.